# Coleophora tiliaefoliella
Coleophora tiliaefoliella é uma espécie de mariposa do gênero Coleophora pertencente à família Coleophoridae.